# W91 (核弾頭)
W91は、アメリカ合衆国が開発していた核弾頭。

## 概要
アメリカ空軍が開発していたSRAM-T戦術核ミサイル用の弾頭（熱核弾頭）であり、1980年代にロスアラモス国立研究所において開発が進められた。重量は310ポンド（約140kg）、核出力は10ktないし100ktを選択できた。爆縮レンズ用に低感度爆薬のトリアミノトリニトロベンゼンが主成分のPBX爆薬が使用されたほか、コアの耐火性を向上させ、事故に対する安全性が増していた。
冷戦終結に伴い、SRAM-Tミサイルも開発中止となり、W91 核弾頭も1991年9月に開発中止となった。